# 夏だぜジョニー
『夏だぜジョニー』（なつだぜジョニー）は、私立恵比寿中学の8枚目のシングル（インディーズを含めると通算14枚目）である。2015年6月17日にDefSTAR RECORDSから発売された。

## 概要
通常盤、ツアー会場限定盤、オンライン（forTUNE music）限定盤の3形態での発売。
通常盤に収録されているカップリング曲はメンバーの柏木ひなた主演映画『脳漿炸裂ガール』の主題歌になっている。
表題曲の振り付けはラッキィ池田が担当した。ダンスの中に小島よしおのギャグ「そんなの関係ねぇ」が盛り込まれている。
また、発売元であるデフスターレコーズが2015年6月にSME Recordsに吸収合併される形で運営終了（レーベル廃止）となった為、本作はデフスターレコーズ最後のシングルとなった。

## 収録曲
（私立恵比寿中学：真山りか、安本彩花、廣田あいか、星名美怜、松野莉奈、柏木ひなた、小林歌穂、中山莉子）

### 通常盤
1. 夏だぜジョニー
  - 作詞・作曲・編曲：RYO from ORANGE RANGE、シライシ紗トリ
  - サークルKサンクス「おにぎり100円セール」CMソング
  - 配信限定EP『FAMIEN'15 e.p.』（2015年）、アルバム『穴空』（2016年）、ベストアルバム『「中卒」〜エビ中のイケイケベスト〜』（2016年）にも収録
2. 脳漿炸裂ガール

  - のうしょう さくれつ ガール。作詞・作曲・編曲：れるりり
  - 柏木ひなた主演映画『脳漿炸裂ガール』主題歌
3. 夏だぜジョニー（Less Vocal）
4. 脳漿炸裂ガール（Less Vocal）

### ツアー会場限定盤
1. 夏だぜジョニー
2. 吟遊詩人
  - ぎんゆうしじん。作詞・作曲・編曲：小春（チャラン・ポ・ランタン）
3. 夏だぜジョニー（Less Vocal）
4. 吟遊詩人（Less Vocal）

### オンライン（forTUNE music）限定盤
1. 夏だぜジョニー
2. キャンディロッガー
  - 作詞・作曲・編曲：井手コウジ
3. 夏だぜジョニー（Less Vocal）
4. キャンディロッガー（Less Vocal）

## 演奏
夏だぜジョニー
- シライシ紗トリ：アレンジャー
- 植田浩二：ギター
- 藤谷一郎：ベース
- 佐藤大輔：ドラム
- 大嵜慶子：ピアノ、コンサートマスター
- 織田祐亮、中山浩佑、峰崎芳樹：トランペット
- 小野田友隆、湯浅佳代子：トロンボーン
- 藤田淳之介、横山知子：サックス
- Annie：コーラス

※精華女子高等学校 吹奏楽部※
- 櫻内教昭：コンダクター
- 井上弥久、清水愛、手島奈菜子、森巴菜：トランペット
- 江口美沙子、江藤咲弥香、中山七海、東野公美：トロンボーン
- 遠入絵里香、向高那実、脇采花、林知穂、松永若奈：サックス

脳漿炸裂ガール
- れるりり：プログラミング

## リリース日一覧
| 地域 | リリース日    | レーベル        | 規格                 | カタログ番号                                                    |
| ---- | ------------- | --------------- | -------------------- | --------------------------------------------------------------- |
| 日本 | 2014年6月17日 | DefSTAR RECORDS | マキシシングル（CD） | DFCL-2144（通常盤）                                             |
| 日本 | 2014年6月17日 | DefSTAR RECORDS | マキシシングル（CD） | DFC7-2（会場予約限定盤）                                        |
| 日本 | 2014年6月17日 | DefSTAR RECORDS | マキシシングル（CD） | DFC7-3（オンライン（forTUNE music）限定盤）                     |
| 日本 | 2014年6月17日 | DefSTAR RECORDS | CD+TOWEL             | DFCL-2140〜3（【通常盤】+【会場予約限定盤】+【forTUNE限定盤】） |

## カバー
夏だぜジョニー
- RYO from ORANGE RANGE - アルバム『DELIGHT』（2015年9月16日）に収録